# دیمیتروفگراد، بلغارستان
دیمیتروف‌گراد شهری در استان خاسکوو کشور بلغارستان است که جمعیت آن در سال ۲۰۰۱ میلادی ۴۵٬۹۱۸ نفر بوده‌است.
این شهر مرکز اداری شهرستان دیمیتروف‌گراد است. دیمیتروف‌گراد به افتخار گئورگی دیمیتروف، سیاست‌مدار مشهور کمونیست و نخستین رهبر جمهوری خلق بلغارستان نام‌گذاری شده است.